# Sainte-Croix-de-Caderle
Sainte-Croix-de-Caderle é uma comuna francesa na região administrativa de Occitânia, no departamento de Gard. Estende-se por uma área de 7,63 km². Em 2010 a comuna tinha 118 habitantes (densidade: 15,5 hab./km²).